# Dasini
Els Dasini o Tasini foren una tribu kurda estructurada en un territori autònom.
La seva història manca a la Sharaf-nama però se sap que els emirs d'Amadiyya van arrabassar Dohuk a Tasini (citat com sandjak-i Tasini) i que el 1534 Selim I va cedir el sandjak d'Arbil i tot el vilayat de Sohran a Husayn Beg Daseni, príncep yazidi, provocant l'esclat d'una sagnant guerra amb els sohrans, que finalment van recuperar el territori. Husayn beg fou executat a Constantinoble.

## Nota
1. ↑  La data o el sultà han de ser erronis ja que Selim I va morir el 1520